# Preiss-Daimler

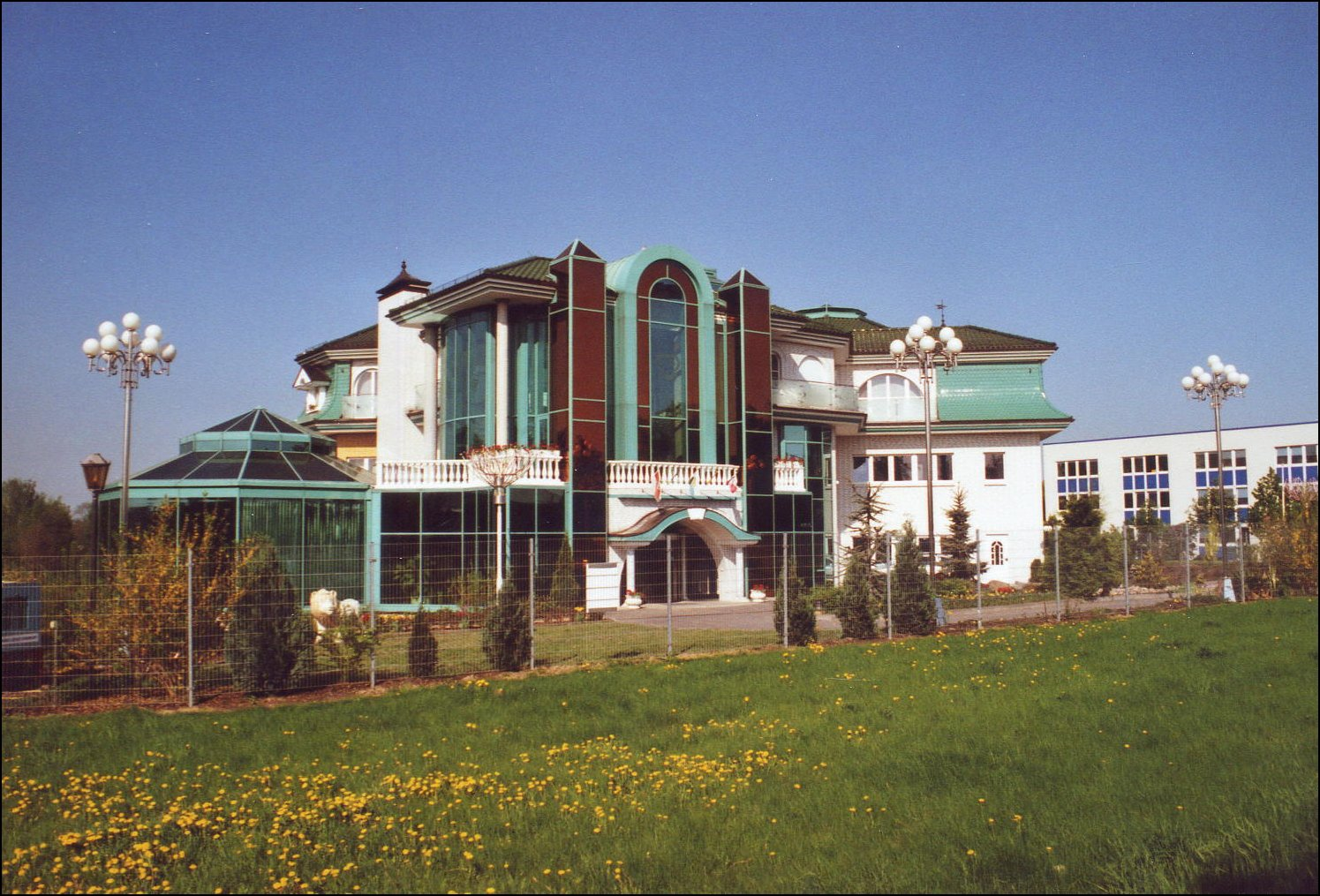
Firmenzentrale der Preiss-Daimler Group in Wilsdruff

Die P-D Group ist ein aus mehreren Firmen unterschiedlicher Branchen bestehender deutscher Unternehmensverbund. Die P-D Group ist die größte konzernunabhängige Unternehmensgruppe Sachsens.

## Geschichte
Als Geschäftsführer einer Tiefbaufirma im westfälischen Minden sammelte Heinz-Jürgen Preiss-Daimler (1939–2020) bereits ab 1976 Erfahrung auf großen Industriebaustellen in der DDR (Buna-Werke, Eisenhüttenkombinat Ost, Robotron) und kaufte ab 1990 insgesamt 17 ostdeutsche Betriebe von der Treuhandanstalt, von denen einige zu Kernelementen der P-D Gruppe wurden. Die P-D Gruppe entstand aus den Synergieeffekten firmenübergreifender Zusammenarbeit. Wesentliche Industriezweige sind Herstellung von Fiberglas und Glasfaserseide, u. a. für die Automobil- und Flugzeugherstellung sowie die Herstellung von Feuerfestwerkstoffen.
Daneben unterhält die Industriegruppe auch Unternehmen im Bereich Umwelttechnik, Deponie und Bauwesen.
Die Firmenzentrale befindet sich in Wilsdruff in Sachsen.
2001 ging die Firma Chemiepark Bitterfeld-Wolfen an die Gruppe und 2003 übernahm sie die Aktienmehrheit an der Interglas-Technologies AG. Nach Angaben des Industrievereins Sachsen beschäftigte die P-D Gruppe im Jahr 2003 weltweit 7.000 Mitarbeiter, die einen Umsatz von rund 730 Millionen Euro erwirtschaften.
2013 wurde die ChemiePark Bitterfeld Wolfen GmbH an die Gelsenwasser AG verkauft, 2015 ging die Tochtergesellschaft Stahlbau Calbe in die Insolvenz. 2017 wurde Interglas-Technologies von der Firma Porcher Industries erworben.

## Unternehmensbereiche
- Glasfaserverarbeitung, Oschatz[8], Valmiera (LV), Dublin (GA, USA), Sherborne (UK)
- Schamotte und Feuerfeste Erzeugnisse, Puschwitz[9] und Bochum
- Service und Umweltschutz, Bitterfeld-Wolfen[10], Wilsdruff
  - Industrieabfalldeponie in Wetro
  - Tontagebau in Guttau

## Unternehmen der P-D Group (Auswahl)
- P-D Management Industries-Technologies GmbH
- P-D Glasseiden GmbH Oschatz
- P-D Industriegesellschaft mbH
  - Feuerfestwerke Wetro
- P-D refractories GmbH
  - Dr. C. Otto
- P-D Cable-Systems GmbH

Ehemals zur P-D Group gehörende Unternehmen:
- Glasfabrik Döhlen (auch als Glashütte Freital bekannt)
- Dyko (fertigte u. a. Teile für Glasschmelzwannen), Werk von Preiss-Daimler in 2013 geschlossen, Wiesenstraße, 61, Düsseldorf-Heerdt
- Glasfaser Brattendorf